# Aaron Scott (Fußballspieler)
Aaron Scott (* 18. Juli 1986 in Hamilton) ist ein neuseeländischer Fußballspieler. Der Defensivspieler nahm 2008 mit der neuseeländischen Olympiaauswahl an den Olympischen Spielen in China teil und stand im Aufgebot für den Konföderationen-Pokal 2009.

## Karriere
Scott war Kapitän von Waikato FC in der New Zealand Football Championship. 2008 wechselte er zum amtierenden Meister Waitakere United, mit dem er in seiner ersten Saison das Meisterschaftsfinale erreichte, dort aber Auckland City mit 1:2 unterlag. 2010, 2011 und 2012 folgten dafür drei neuseeländische Meistertitel in Folge. 2010 stand Scott mit Waitakere zudem im Finale der OFC Champions League, unterlag dort aber Hekari United aus Papua-Neuguinea. Beruflich ist Scott als Lehrer tätig.

### Nationalmannschaft
Scott führte die neuseeländische Olympiaauswahl als Kapitän zur Teilnahme an den Olympischen Spielen 2008. Während des Turniers kam er in allen drei Partien als rechter Außenverteidiger zum Einsatz (in der letzten als Kapitän), konnte das Vorrundenaus aber nicht verhindern. Ende März 2009 wurde er für eine Länderspielreise nach Thailand in die neuseeländische A-Nationalmannschaft berufen und kam dabei zu seinem Länderspieldebüt. Im Mai nominierte ihn Nationaltrainer Ricki Herbert als einen von drei Amateuren in das 23-köpfige Aufgebot für den Konföderationen-Pokal 2009 in Südafrika. Dort stand er im letzten Gruppenspiel gegen den Irak in der Startelf, als das neuseeländische Nationalteam durch ein 0:0 erstmals einen Punkt bei der Endrunde eines FIFA-Turniers errang.